# 27276 Davidblack
27276 Davidblack è un asteroide della fascia principale. Scoperto nel 2000, presenta un'orbita caratterizzata da un semiasse maggiore pari a 2,2142519 UA e da un'eccentricità di 0,0779490, inclinata di 6,68316° rispetto all'eclittica.